# SLOVENSKO (politické hnutí)
SLOVENSKO (do roku 2023 OBYČAJNÍ ĽUDIA a nezávislé osobnosti, zkratka OĽaNO) je slovenské konzervativní politické hnutí působící od listopadu 2011. Bývá označováno za populistické. Předsedou hnutí je od jeho vzniku podnikatel Igor Matovič.

## Historie
Hnutí vzniklo z občanského sdružení „Obyčajní ľudia“. Členové sdružení se po parlamentních volbách v roce 2010 dostali do Národní rady Slovenské republiky na kandidátní listině liberální politické strany Sloboda a Solidarita, se kterou se po dlouhodobých sporech rozešli a v Národní radě začali působit jako nestraníci. Koncem roku 2011 předseda sdružení Igor Matovič založil politické hnutí OBYČAJNÍ ĽUDIA a nezávislé osobnosti, které bylo kromě původních členů sdružení doplněno o několik dalších slovenských osobností.
V parlamentních volbách v roce 2012 hnutí získalo 8,55 % hlasů a 16 mandátů. V průběhu funkčního období bylo hnutí v opozici a tři poslanci hnutí opustili (mj. Alojz Hlina a Mikuláš Huba). V prezidentských volbách v roce 2014 byli politici hnutí nejednotní a podpořili různé kandidáty a to i přes to, že jedním z kandidátů byla členka hnutí Helena Mezenská. V druhém kole již většina podpořila Andreje Kisku.
V parlamentních volbách v roce 2016 hnutí hnutí získalo 11,02 % hlasů a 19 mandátů, čímž bylo v Národní radě třetí nejsilnější. Na kandidátce hnutí kandidovali i členové hnutí NOVA. I v tomto volebním období bylo hnutí v opozici a průběžné ho opustilo hned 9 poslanců.
V parlamentních volbách v roce 2020 strana sestavila kvazikoalici, když na kandidátce strany kandidovali také politici malých stran NOVA, Zmena zdola a Kresťanská únia. V souladu s tímto strana také změnila svůj název. Na prvním místě kandidátky byla pedagožka Mária Šofranko, současní poslanci hnutí byli na posledních místech kandidátky a úplně poslední byl předseda hnutí Igor Matovič. Na svou kandidátku Matovič zlákal mnohé na Slovensku veřejně známé a respektované osobnosti jako například – Ján Budaj, Jaroslav Naď, Lukáš Kyselica, Jozef Pročko či Anna Remiášová.
Zárodek programu hnutí představilo až měsíc před volbami a skládal se z 11 stručných otázek. Později byl představen kompletní program. Tyto volby OĽaNO vyhrálo se ziskem 25,02 % hlasů a v Národní radě Slovenské republiky obsadilo 53 křesel.
Od roku 2020 hnutí začaly výrazně klesat volební preference. Následoval odchod některých významných politiků (např. premiér Eduard Heger vystoupil z hnutí v roce 2023) a po pádu vlády, jíž bylo OĽaNO součástí, předčasné parlamentní volby v roce 2023.
V parlamentních volbách v roce 2023 hnutí v koalici s KÚ a ZA ĽUDÍ získalo 8,89 % hlasů. Krátce po volbách se hnutí přejmenovalo na Slovensko.
V prezidentských volbách v roce 2024 byl kandidátem hnutí Igor Matovič, který v prvním kole obdržel 49 201 hlasů (tj. 2,18 %), skončil na pátém místě, a nepostoupil tak do druhého kola. V něm hnutí podporovalo diplomata a bývalého ministra zahraničních věcí Ivana Korčoka.

## Vývoj názvu
- OBYČAJNÍ ĽUDIA a nezávislé osobnosti – od 2011
- OBYČAJNÍ ĽUDIA a nezávislé osobnosti (OĽANO – NOVA) – od 2015
- OBYČAJNÍ ĽUDIA a nezávislé osobnosti (OĽANO) – od 2017
- OBYČAJNÍ ĽUDIA a nezávislé osobnosti (OĽANO), NOVA, Kresťanská únia (KÚ), ZMENA ZDOLA, skratka OĽANO-NOVA-KÚ-ZMENA ZDOLA – od 2019
- OBYČAJNÍ ĽUDIA a nezávislé osobnosti – OĽANO – od ledna 2023
- OBYČAJNÍ ĽUDIA (OĽANO), NEZÁVISLÍ KANDIDÁTI (NEKA), NOVA, SLOBODNÍ A ZODPOVEDNÍ, PAČIVALE ROMA, MAGYAR SZÍVEK – od května 2023
- SLOVENSKO – od října 2023

## Volební výsledky

### Parlamentní volby
| Volby | Počet hlasů | Hlasy v % | Změna %   | Mandátů | Změna mandátů | Umístění | Postavení                          | Poznámky                                        |
| ----- | ----------- | --------- | --------- | ------- | ------------- | -------- | ---------------------------------- | ----------------------------------------------- |
| 2012  | 218 537     | 8,55      | –         | 16      | –             | 3.       | Opozice                            |                                                 |
| 2016  | 287 611     | 11,02     | ▲ 2,47 %  | 19      | ▲ 3           | 3.       | Opozice                            |                                                 |
| 2020  | 721 166     | 25,02     | ▲ 14,00 % | 53      | ▲ 34          | 1.       | Koalice (Sme rodina, SaS, ZA ĽUDÍ) |                                                 |
| 2023  | 264 137     | 8,89      | ▼ 21,91 % | 13      | ▼ 40          | 4.       | Opozice                            | V koalici se stranami Kresťanská únia a ZA ĽUDÍ |

### Evropské volby
| Volby | Počet hlasů | Hlasy v % | Změna %  | Mandátů | Změna mandátů | Umístění | Frakce |
| ----- | ----------- | --------- | -------- | ------- | ------------- | -------- | ------ |
| 2014  | 41 829      | 7,46      | -        | 1       | –             | 4.       | ECR    |
| 2019  | 51 834      | 5,25      | ▼ 2,21 % | 1       | –             | 6.       | EPP    |

### Prezidentské volby
| Volby | Kandidát     | Hlasování | Počet hlasů | Počet % | Poznámky               |
| ----- | ------------ | --------- | ----------- | ------- | ---------------------- |
| 2024  | Igor Matovič | 1. kolo   | 49 201      | 2,18    | Nepostoupil do 2. kola |